# Diodia vaginalis
Diodia vaginalis är en måreväxtart som beskrevs av George Bentham. Diodia vaginalis ingår i släktet Diodia och familjen måreväxter. Inga underarter finns listade i Catalogue of Life.